# Новиков, Сергей Леонидович
Но́виков Серге́й Леони́дович (1951, Ялта, Крым, — 2002, там же) — крымский русский поэт.

## Биография
Сергей Новиков родился 12 февраля 1951 года в Ялте. Учился на педагогическом факультете Крымского государственного университета. Член Союза писателей Крыма, участник общекрымской литературной студии под руководством Александра Ткаченко, Боспорского форума современной культуры.
Публиковался в киевском журнале «Радуга» (1984, № 10; 1985, № 6, № 6, № 10), в российских журналах «Новый мир» (1997, № 6; 1998, № 10; 1999, № 9, 2000, № 11), «Новая Юность», «Огонёк», в коллективных сборниках и антологиях русской поэзии. При жизни вышло две книги стихов, в Киеве и Симферополе.
Посмертная публикация в журнале «Радуга» (2006, № 2). В 2008 году в Симферополе вышла книга избранных стихотворений «Правила стихосложения». Был женат, имел дочь Ольгу. Умер и похоронен в Ялте.

## Книги
- «Улица времени». Поэтический сборник. — Симферополь: Таврида, 1986
- «Тема часов». Поэтический сборник. — Киев: Молодь, 1990
- «Правила стихосложения». Книга избранных стихотворений. — Симферополь: Крымский архив, 2008 (предисловие Евгения Никифорова)

## Признание
Лауреат литературной премии им. А. П. Чехова.